# Antrodiaetus yesoensis
Espèce
Synonymes
- Acattyma yesoensis Uyemura, 1942

Antrodiaetus yesoensis est une espèce d'araignées mygalomorphes de la famille des Antrodiaetidae.

## Distribution
Cette espèce est endémique d'Hokkaido au Japon,.

## Étymologie
Son nom d'espèce, composé de yeso et du suffixe latin -ensis, « qui vit dans, qui habite », lui a été donné en référence au lieu de sa découverte, Yeso l'autre nom d'Hokkaidō.

## Publication originale
- Uyemura, 1942 : A new trap-door spider from Hokkaido. Acta arachnologica. Tokyo, vol. 7, p. 31-35.